# Херсонський планетарій
Херсонський планетарій ім. Ю. О. Гагаріна — планетарій у Херсоні, єдиний великий стаціонарний планетарій на півдні України.
Відкрився в 1960 року в переобладнаній будівлі колишньої Старо-Миколаївської синагоги, побудованої близько 1780 року. З особистого дозволу Юрія Гагаріна, з 1965 року планетарій носить його ім'я. Переживши кризу в 1990-і роки, планетарій залишився важливим освітнім закладом Херсона. Під час Повномасштабного російського вторгнення планетарій на кілька місяців опинився в окупації, а після звільнення Херсона мусив зупинити роботу через російські обстріли міста.

## Історія

### Заснування планетарію

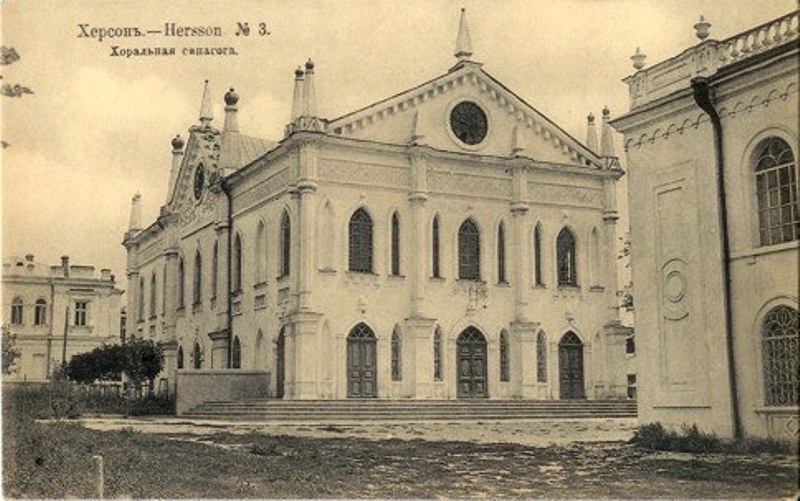
Херсонське єврейське обійстя на початку XX століття. Праворуч видно частину Старо-Миколаївської синагоги

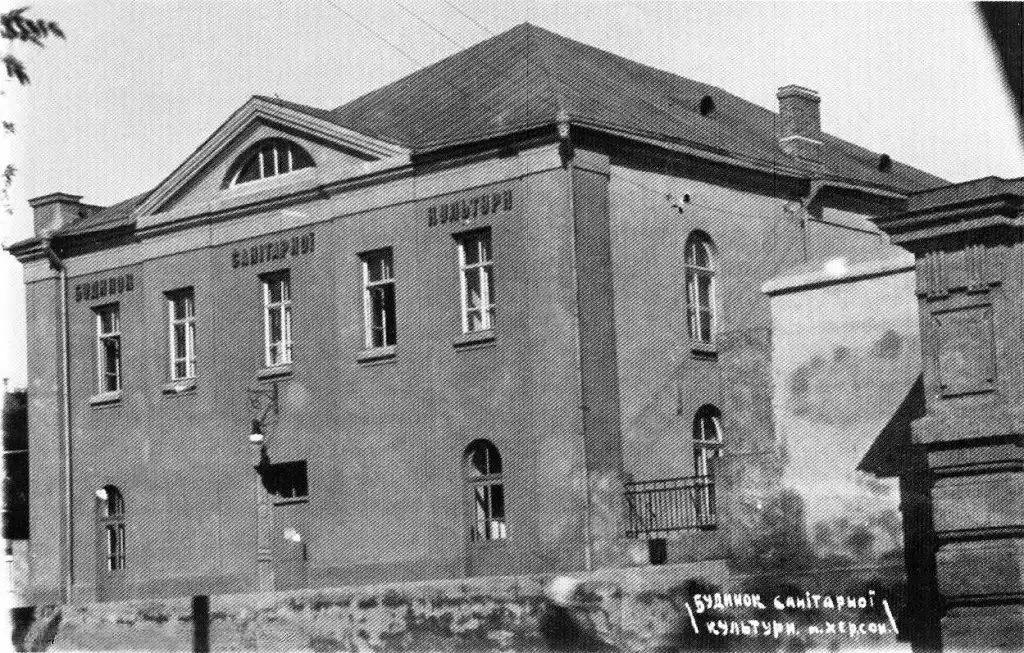
Будинок санітарної культури в 1930-і — 1940-і роки

В кінці 1950-х років в Херсоні з'явився значний інтерес до астрономії, ймовірно під впливом астрономічного гуртка, який вела Олена Казимирчак-Полонська, а також новин про польоти перших радянських космічних апаратів. В цей самий час КПРС заохочувала створення планетаріїв як інструмента боротьби з релігією. Починаючи з 1957 року питання про відкриття планетарію в Херсоні регулярно обговорювалось як на засіданнях обкому компартії, так і в Обласному товаристві по розповсюдженню наукових та політичних знань (з 1963 року — товариство «Знання»). В результаті Обласному товаристві по розповсюдженню наукових та політичних знань передали старовинний «Будинок санітарної культури» і доручили провести його реконструкцію і створити в ньому планетарій.
Цей будинок був зведений близько 1780 року. Він входив до херсонського єврейського обійстя, і до революції в ньому знаходилась Старо-Миколаївська синагога. У 1928 році синагогу закрили та переобладнали у спортивну залу, а згодом перетворили на «Будинок санітарної культури», в якому читалися лекції з санітарної тематики.
Культову будівлю було переплановано й переобладнано під планетарій. До роботи та фінансування були залучені Херсонське, Запорізьке та Дніпропетровське товариства по розповсюдженню політичних та наукових знань, а також Міністерство культури СРСР, а головною рушійною силою будівництва був секретар Херсонського обласного товариства з розповсюдження політичних та наукових знань Сергій Михайлович Каліченко. Реконструкція будівлі тривала три роки й завершилася відкриттям планетарію 14 або 15 травня 1960 року.
Планетарій був обладнаний проєктором «Малий Цейс» фірми Карл Цейсс Єна. Обабіч входу були встановлені цементні глобуси Землі і Місяця.

### Радянські роки
Перші лектори планетарію були відібрані за конкурсом, а чисельність колективу новоствореного планетарію склала 62 особи. Лектори планетарію стажувались в Пулковській, Кримській, Терскольській обсерваторіях. До читання лекцій в планетарії також залучались викладачі Херсонського педагогічного інституту. Співробітники планетарію проводили виїзні сеанси на підприємствах і в піонерських таборах, використовуючи для цього слайд-проектор «Етюд».
Ім'я Юрія Гагаріна планетарій отримав завдяки раді пенсіонерів при планетарії, особливо завдяки активності Віри Павлівни Якименко. За сприяння міської влади, рада пенсіонерів надіслала Гагаріну листа з проханням про присвоєння планетарію його імені, і в листі-відповіді Гагарін дав таку згоду. З 1965 року планетарій називається Херсонський планетарій ім. Ю. А. Гагаріна.

### Незалежна Україна
В 1990-і роки планетарій став надавати свою трибуну проповідникам різних езотеричних знань. Також в будівлі планетарії працювали курси англійської мови та ушу, самодіяльні поетичні вечори, виставки фоторобіт і бодіарту.
З 1990 року планетарій проводить новорічні лекції-шоу. Різдвяний спектакль «Зірка Віфлеєма» херсонського режисера Ігоря Рикова із залученням всіх ефектів планетарію був настільки популярним, що багатьом глядачам доводилось сидіти прямо на підлозі або між рядами.
За допомоги міської влади планетарій придбав мультімедійний проєктор, а інші планетарії допомогли з відеопродукцією. Режисерка Світлана Павлівна Шулешко створювала музичні програми, які використовувались і Херсоні, і в інших планетаріях. Відновилася робота з дитячими оздоровчими таборами — лекції та спостереження у телескоп. На херсонському телеканалі «ВТВ плюс» співробітники планетарію вели науково-популярну програму «Мовою зорь». Херсонський планетарій вступив до Міжнародного союзу планетаріїв та став колективним членом Української астрономічної асоціації.

### Російсько-українська війна
Із початком Повномасштабного російського вторгнення планетарій призупинив роботу. 28 травня 2022 року, перебуваючи в окупації, планетарій знову став приймати відвідувачів. 3 серпня до планетарію прийшли представники російської окупаційної влади у супроводі військових, представили нового директора закладу, оголосили про «націоналізацію» планетарію на користь Росії арешт його майна та архівів. Колектив планетарію відмовився співпрацювати з окупаційною владою, а невдовзі перед арештом майна встиг вивезти найважливіші історичні документи, а також повнокупольні відеопрограми. Нове керівництво планетарію зібрало нову команду працівників, які спромоглась за час окупації на старому обладнанні провести кілька сеансів демонстрації проєкції зоряного неба. Після визволення Херсона через постійні російські обстріли планетарій не зміг продовжити роботу.

## Директори
- Сергій Михайлович Луценко, перший директор планетарію[4]
- Людмила Іванівна Ємакова, очолювала планетарій 18 років[4]
- Васильев Олександр Володимирович, директор до 1989
- Ольга Юріївна Храмцова[2][10], директорка з 1990